# Beleg van Avaricum

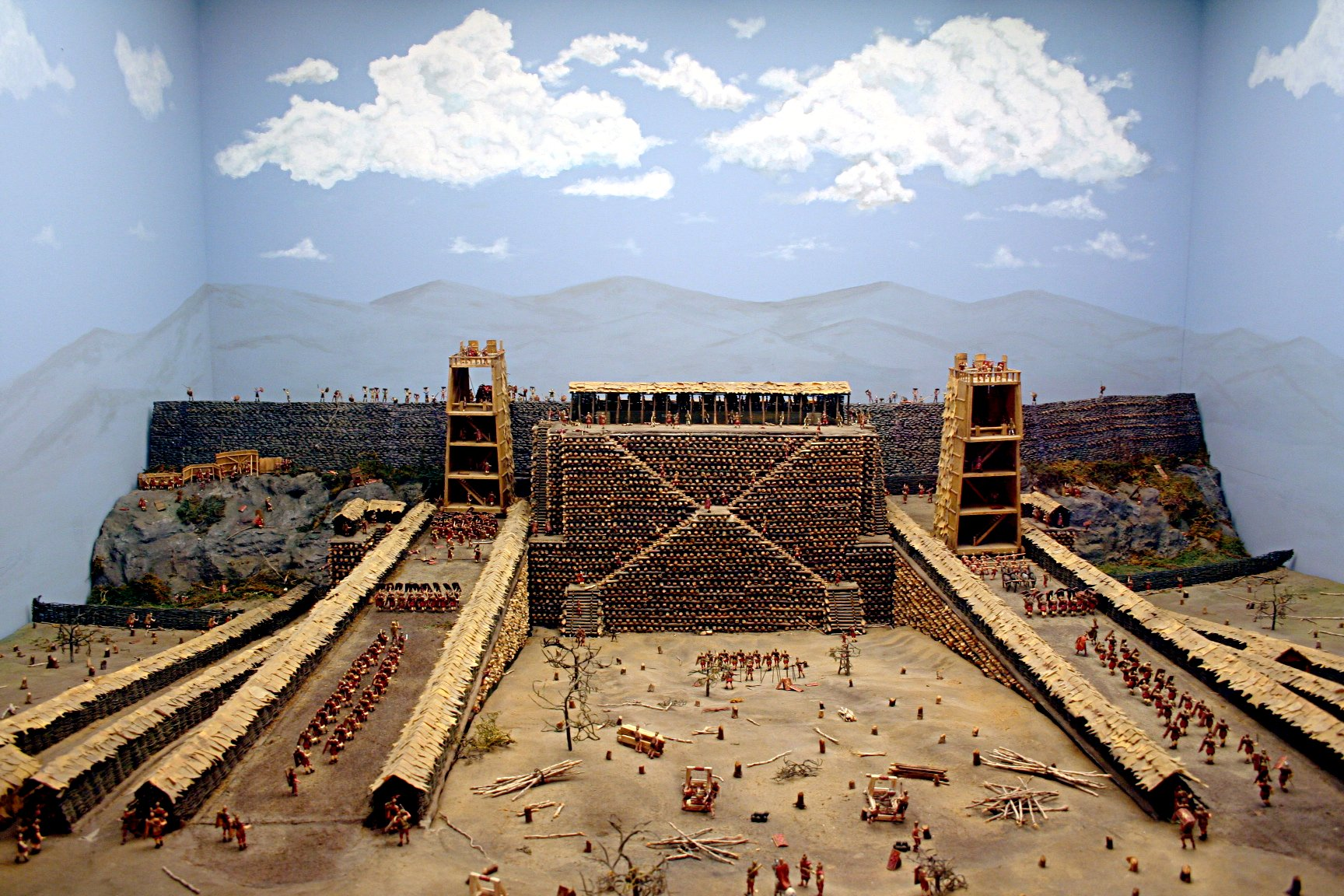
Maquette van de slag bij Avaricum

Het Beleg van Avaricum (nu Bourges) was de eerste confrontatie tussen de Romeinse veldheer Julius Caesar en de Gallische opstandeling Vercingetorix.

## Oorzaak van de slag bij Avaricum
In 53 v.Chr. verklaarde Julius Caesar dat Gallië veroverd was. Hij vertrok naar Rome, maar in de winter van 53-52 v.Chr. braken er opstanden uit in Gallië waarbij Vercingetorix de leiding nam over de verenigde stammen van Gallië. Caesar trok in de winter van 53-52 v.Chr. de Alpen over om de opstand te stoppen. Maar anders dan Caesar had verwacht, viel Vercingetorix niet aan, maar hij trok zich terug.
Vercingetorix, wiens reputatie leed onder de recente nederlagen, begreep dat het hoogst tijd was voor een tactische hervorming indien hij wilde zegevieren tegen de Romeinen. De nieuwe strategie focuste zich vooral op het voorkomen van foeragering en op het onmogelijk te maken van graantoevoer. Hiervoor dienden grote gebaren van zelfopoffering gemaakt te worden: elke nederzetting diende in brand gestoken te worden indien deze niet voldoende verdedigbaar was (tactiek van de verbrande aarde). Alles wat de bevolking dierbaar was, moest achtergelaten worden voor het algemeen belang; de Gallische bezittingen mochten absoluut niet in de handen van het Romeinse leger belanden en het privébelang diende op de tweede plek te staan.
Hieruit volgde dat de krijgsraad van Vercingetorix een bepalend besluit moest nemen over de stad Avaricum. Zou deze moeten worden opgeofferd, of zou een deel van het geallieerde leger gebruikt moeten worden om deze te verdedigen? De Biturges smeekten immers voor dit laatste. Ten slotte – tegen beter weten in – ging Vercingetorix akkoord met de smeekbede en bereidde de nodige verdedigingen voor, een toegift die voor hen later fataal zou blijken te zijn.

## De aanvang van het beleg
Vercingetorix koos voor zijn kamp een veilige plek, waar hij Caesar gemakkelijk in het oog kon houden. Vanuit deze strategische positie werden regelmatig verkenners uitgestuurd die een vaste communicatie met de belegerde stad onderhielden en de Romeinse soldaten verhinderden om voedsel in te voeren. Verder verliep het beleg moeizaam, aangezien het terrein ongeschikt was voor een circumvallatielinie. Hierdoor werd Caesar gedwongen om andere voorbereidingen te treffen: hij beval de constructie van een dam (om de watertoevoer te blokkeren) en twee belegeringstorens om de stad binnen te vallen. Hoewel deze bouwwerken aanvankelijk vlot verliepen, dreigde de hongersnood het Romeinse leger verplicht terug te trekken, aangezien hun Gallische bondgenoten hun graanlevering hadden uitgesteld of volledig hadden gestopt.
Hoe grimmig de toenmalige voedselsituatie ook was voor de Romeinen, hun moraal was niet te breken; eerdere overwinningen bewezen reeds dat Caesar een capabele generaal was en deze tegenslag zou hun mening niet veranderen.
Vervolgens ontving Caesar een tip van een Keltische krijgsgevangene over een nieuwe hinderlaag. De Romeinse generaal, op de hoogte van hun plan, besloot zelf actie te ondernemen en het onwetende Keltische leger te verrassen. Hoewel vervolgens de spanningen zeer hoog waren, besloten beide strijdmachten om confrontatie te vermijden en hun legers terug te trekken. Volledig verbijsterd door de Romeinse optocht, zochten de Keltische krijgsheren een zondebok voor hun gefaalde plan, met name Vercingetorix. Hij werd beschuldigd van hoogverraad, maar aan de hand van rationele argumenten en welsprekendheid, slaagde hij erin om zijn onschuld te bewijzen. Sterker nog, door de kostbare informatie van een Romeinse soldaat die hij recent had gevangen genomen, versterkte hij zijn reputatie. Uit deze getuigenis leerden ze dat de belegering van Avaricum slechts een kwestie van tijd was, aangezien het Romeinse leger langzaamaan wegrotte door de voedselschaarste.

## Het beleg
De verdedigers van de stad hadden als ultiem doel het beleg te vertragen, tot de hongersnood het leger zou dwingen te vertrekken. Dit deden ze aan de hand van vele doordachte manoeuvres. Zo sloegen ze de breekijzers weg van de muur door het gebruik van katrollen, ondergroeven ze de wal met gangen en teisterden ze herhaaldelijk het Romeinse leger door hun bouwwerken in brand te steken. Toch hadden de Romeinen uiteindelijk een grotere technische vaardigheid en, ondanks frequente aanvallen die erop gericht waren om de helling in brand te steken, werd ze binnen vijfentwintig dagen voltooid. In zijn finale vorm was dit bouwwerk 30 meter breed en 80 meter hoog.
Deze constante influx van verhinderingen bereikte een climax toen de verdedigers tegelijkertijd de reusachtige dam in brand staken en er een uitval vanuit beide poorten plaatsvond. Door de chaos van rook en verrassingsaanvallen was het amper mogelijk om ordelijk na te gaan waar men het eerst heen moest en waar hulp nodig was. Hoewel verrast door de onverwachte aanval, waren de twee Romeinse legioenen die op wacht stonden in staat de verdedigers terug te dringen naar Avaricum. Dit was echter geen gemakkelijke opdracht, aangezien de Gallische verdedigers tot het bittere eind doorvochten: de meeste van hen waren niet bang om te sterven en geloofden dat deze confrontatie het officiële lot van Gallië zou bepalen. De Galliërs hadden werkelijk al hun mogelijkheden benut, maar zonder enig succes. Hun hoop om Avaricum te kunnen verdedigen was volledig verloren en ze trachtten de oppidum te ontvluchten, maar tevergeefs.
De volgende dag besloot Caesar toe te slaan, aangezien de regen voor gunstige weersomstandigheden zorgde. De Romeinse soldaten waren al te enthousiast en strijdlustig om eindelijk wraak te nemen voor de vele dagen van kwelling. De verdedigers’ moraal daarentegen, was uiterst laag en de ooit zelfverzekerde krijgers, trokken zich terug naar het uiterste gedeelte van de stad. Al snel werd duidelijk dat ze volledig omsingeld waren en geen kans maakte tegen de georganiseerde Romeinse aanval; hun moraal brak.
Vervolgens wordt er gesproken over een bloederige slachtpartij: de Romeinen waren nog woedend vanwege het bloedbad in Cenabum, en brachten elke man, vrouw en zelfs elk kind om het leven. Slechts 900 van de 40.000 inwoners slaagden erin te ontsnappen en het kamp van Vercingetorix te bereiken. Polybius, een Griekse geschiedschrijver uit de 2e eeuw v.Chr, beschreef eerder hoe de Romeinen soms opzettelijk de inwoners en de dieren van een veroverde stad massaal afslachtten. Deze terreur zou andere toekomstige vijanden sneller overhalen om zich over te geven en dus onnodige aanvallen vermijden.